# Nuevo Morelos (municipalité)
La municipalité de Nuevo Morelos est l'une des 43 municipalités de l'État de Tamaulipas, et est située dans la partie sud de cet État. Située à l'ouest du golfe du Mexique, elle appartient au bassin versant du fleuve río Pánuco, en prenant appui à l'ouest sur la chaîne de montagnes de la Sierra Madre orientale. Elle est limitrophe au sud et à l'ouest de l'État de San Luis Potosí. Son chef-lieu est la ville de Nuevo Morelos. Elle dépend de la région Mante, qui est une des 6 subdivisions administratives de l'État de Tamaulipas.

## Géographie
La municipalité de Nuevo Morelos s'étend du nord au sud sur le flanc oriental du massif montagneux de la Sierra Madre orientale, et est bordée à l'est par un autre massif parallèle, la Sierra de Cucharas. Elle est traversée du nord au sud par le río Los Gatos, qui rejoint plus au sud le bassin versant du fleuve río Pánuco. Son chef-lieu, la ville éponyme de Nuevo Morelos, se trouve dans le centre-nord de son territoire. Ce territoire couvre une superficie de 287,53 km², et était peuplé en 2020 de 3 810 habitants.
Cette municipalité fait partie de la région Mante, qui est une des 6 subdivisions administratives de l'État de Tamaulipas, et regroupe les municipalités de Nuevo Morelos, Antiguo Morelos, El Mante, Xicoténcatl, Ocampo et Gómez Farías.
Elle est limitrophe au nord de celle d'Ocampo, à l'ouest et au sud, dans l'État de San Luis Potosí, de celles d'El Naranjo et de Ciudad Valles, et à l'ouest, à nouveau dans l'État de Tamaulipas, de celle d'Antiguo Morelos.

## Composition et démographie
La municipalité était composée en 2010 de 61 localités.
| Localité                 | Population |
| ------------------------ | ---------- |
| Nuevo Morelos            | 1 975      |
| Santa Cruz del Toro      | 276        |
| Ampliación de la Reforma | 202        |
| Vivamos Mejor            | ???        |

En plus de l'espagnol, plusieurs langues amérindiennes sont parlées dans la municipalité, dont les principales sont par ordre d'importance : huastèque et le nahuatl.

## Histoire
Le territoire de la municipalité de Nuevo Morelos a dépendu à partir du milieu du XVIIIe siècle de la nouvelle province de Nouvelle-Santander, colonisée par José de Escandón entre 1748 et 1755.
La ville de Villa de Morelos fut fondée en 1860, elle prit plus tard le nom Nuevo Morelos, pour la distinguer de sa voisine Antiguo Morelos. Avant 1860, la localité porta le nom de Congregación de Mesillas, et ses premiers colons venaient de Tampico. Le nom de Morelos fait référence au leader indépendantiste José María Morelos.
Durant la Révolution mexicaine, entre 1911 et 1915, face à la gravité des troubles, les habitants fuient progressivement la ville. Ils ne sont revenus qu'en 1921, une fois la situation stabilisée.